# Шеремета, Тимофей Александрович
Тимофе́й Алекса́ндрович Шереме́та (укр. Тимофій Олександрович Шеремета; род. 6 октября 1995, Хмельницкий) — украинский футболист, вратарь

## Игровая карьера
Футболом начинал заниматься в городе Хмельницкий под руководством тренера Александра Ивановича Порицкого. В 2011 году продолжил обучение в Запорожье с наставником А. П. Рудыкой. Летом 2012 года пополнил ряды клубной команды местного «Металлурга» U-19 и уже 25 августа того же года в домашнем матче против донецкого «Металлурга» дебютировал в молодёжной команде запорожцев. Через год портал iSport.ua включил Шеремету в число самых перспективных голкиперов страны возрастом до 19 лет (не старше 1994 года рождения) и отмечал серьёзную конкуренцию на этой позиции со стороны одноклубника Максима Бабийчука.
30 мая 2015, в последнем туре чемпионата Украины 2014/15 вратарь дебютировал в Премьер-лиге в матче против киевского «Динамо». Всего же в этом матче в высшем дивизионе впервые сыграли четверо «металлургов». Компанию Шеремете составили также полузащитники Егор Клименчук, Данил Игнатенко и Роман Попов. 8 декабря 2015 года стало известно, что Тимофей вместе с рядом других игроков покинул «Металлург» в связи с процессом ликвидации клуба.
В 2020 году пожизненно дисквалифицирован Федерацией футбола Армении от любой деятельности, связанной с футболом, за участие в организации договорных матчей, однако уже в конце июля 2021 года он был оправдан Спортивным арбитражным судом в Лозанне. Вратарю пришлось вернуться на Украину, в «Ужгород», а зимой уехать во втородивизионный словацкий «Кошице».

## Карьера в сборной
22 января 2015 года в матче против узбекской «молодёжки» (1:1) дебютировал в составе молодёжной сборной Украины. В июне того же года был вызван Сергеем Ковальцом для участия в Мемориале Лобановского. На этом турнире «жёлто-синие» заняли второе место, а Шеремета принял участие в обоих матчах.